# Katja von Garnier
Katja von Garnier, född 15 december 1966 i Wiesbaden i dåvarande Västtyskland, är en tysk filmregissör. Hon har bland annat regisserat de fyra filmerna Avklädd!, Banditer, Iron Jawed Angels och Blood & Chocolate.
von Garnier studerade från 1989 till 1994 på Münchens högskola för TV och film. Hon bor tillsammans med sin make Markus Goller (även han regissör) och deras son Merlin i Los Angeles.

## Filmografi (i urval)
- 1993 – Avklädd!
- 1997 – Banditer
- 2004 – Iron Jawed Angels
- 2007 – Blood & Chocolate

## Priser
- 1993 – Bayerska filmpriset för bästa nya regissör